# A Million in Prizes: The Anthology
A Million in Prizes: The Anthology – trzecia składanka a pierwsza dwupłytowa Iggy’ego Popa zawierające największe przeboje artysty.

## Spis utworów
| 1. 1969 2. No Fun 3. I Wanna Be Your Dog 4. Down on the Street 5. I Got a Right! 6. Gimme Some Skin 7. I'm Sick of You 8. Search and Destroy 9. Gimme Danger 10. Raw Power 11. Kill City 12. Nightclubbing 13. Funtime 14. China Girl 15. Sister Midnight 16. Tonight 17. Success 18. Lust for Life 19. The Passenger | 1. Some Weird Sin 2. I'm Bored 3. I Need More 4. Pleasure 5. Run Like a Villain 6. Cry for Love 7. Real Wild Child (Wild One) 8. Cold Metal 9. Home 10. Candy 11. Well Did You Evah! 12. Wild America 13. TV Eye [Live] 14. Loose [Live] 15. Look Away 16. Corruption 17. I Felt the Luxury 18. Mask 19. Skull Ring |

## Twórcy
- Iggy Pop – śpiew, keyboard, gitara
- Hunt Sales – śpiew, perkusja
- Debbie Harry – śpiew
- Iggy Stooge – śpiew
- Kate Pierson – śpiew
- Ron Asheton – gitara, gitara basowa
- Kevin Armstrong – gitara, śpiew towarzyszący
- Ricky Gardiner – gitara, śpiew towarzyszący
- Eric Schermerhorn – gitara
- Ivan Kral – gitara
- James Williamson – gitara
- Peter Marshall – gitara
- Slash – gitara
- Waddy Wachtel – gitara
- Steve Jones – gitara
- Steve New – gitara
- Rob DuPrey – gitara
- Eric Mesmerize – gitara
- Whitey Krist-gitara
- Carlos Alomar – gitara
- Scott Mackay – saksofon tenorowy
- David Bowie – pianino, śpiew towarzyszący
- John Medeski – organy Hammonda
- Jamie Muhoberac – keyboard
- Scott Thurston – keyboard
- Barry Andrews – keyboard
- Seamus Beaghen – keyboard
- Erdal Kizilcay – syntezator, gitara basowa, perkusja, śpiew towarzyszący
- Tony Sales – gitara basowa, perkusja, śpiew towarzyszący
- Chris Stein – bas
- Chris Wood – bas
- Dave Alexander – bas
- Duff McKagan – bas
- Glen Matlock – bas
- Guy Pratt – bas
- Hal Cragin – bas
- Leigh Foxx – bas
- Jackie Clarke – bas
- Michael Page – bas
- Hal Wonderful – bas
- Lloyd Roberts – bas
- Charley Drayton – bas
- Clem Burke – perkusja
- Douglas Bowne – perkusja
- Kenny Aronoff – perkusja
- Klaus Kruger – perkusja
- Scott Asheton – perkusja
- Billy Martin – perkusja
- Paul Garisto – perkusja
- Larry Mullins – perkusja
- Mel Gaynor – perkusja
- Larry Contrary – perkusja
- Alex Krist – perkusja
- The Stooges